# WSP (企業)

株式会社WSP（ダブルエスピー）は、宝飾品の製造卸販売、化粧品の製造販売、真珠サプリの開発展開する企業である。

## 概要
1994年12月、大阪府大阪市で渡邊雅夫が大学在学時に設立する。真珠の貿易業務を開始。以降、真珠とダイヤモンドを中心とした宝飾品の卸販売、真珠から抽出した成分を使った化粧品等の製造販売を大阪、東京で展開している。

## 沿革
- 1994年12月 - 大阪府大阪市にて設立[1]。
- 2015年5月 - 東京都銀座においてショールームを開設[2]。
- 2021年8月 - 公式オンラインストア「enwsp（エンダブルエスピー）」および直営店「enwsp銀座店」と「enwsp心斎橋店」を開設[3]。

## 事業展開

### 宝飾品事業
- 1994年より展開している。

### 化粧品事業
- 2000年より展開している。

### 真珠サプリメント事業
- 2010年より展開している[2]。

### EC事業
- 直営のオンラインショップを1997年より展開している。
- 楽天店　yahoo店　直営店がある。